# John Taylor (Bassist)

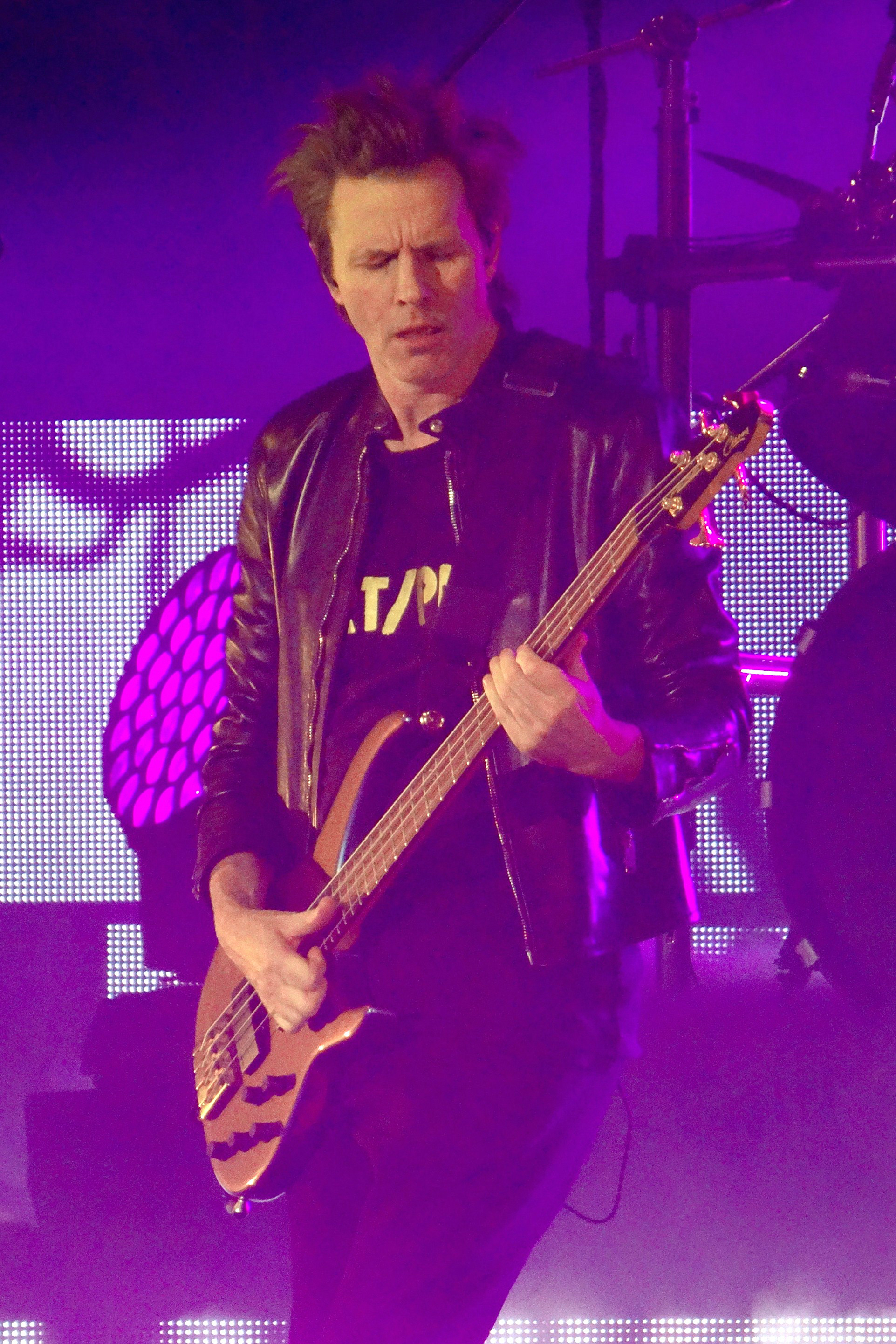
John Taylor (2015)

Nigel John Taylor (* 20. Juni 1960 in Solihull, Warwickshire, England) ist ein britischer Musiker und seit 1978 – mit einer Unterbrechung von 1997 bis 2001 – der Bassist der Band Duran Duran.

## Werdegang
John Taylor wuchs in Hollywood, einem Vorort von Birmingham, auf. Seine Mutter Eugene war gläubige Anglo-Katholikin und erzog ihren Sohn sehr religiös. In seiner Kindheit und Jugend wurde er mit seinem ersten Vornamen angesprochen. Schon früh interessierte er sich – neben Spielzeugsoldaten und Spielzeugpistolen – hauptsächlich für Musik und Kunst. Seine Lieblingsband und nach eigenen Aussagen bis heute größter musikalischer Einfluss war Roxy Music.
Nach dem Ende seiner ersten Ehe nahm Taylor eine Coverversion des Roxy-Music-Titels „Just Another High“ auf. Das Lied handelt von einem Mann, der darüber nachdenkt, warum seine Ehe gerade zu Bruch gegangen ist. Seine Eltern finanzierten ihm Klavier- und Gitarrenunterricht. Seine ersten beiden Bands – mit Jungs aus der Nachbarschaft und aus der Schule – waren kurzzeitige Projekte. Sie hießen „Dada“ und „Shock Treatment“.
Beeinflusst durch die Bass-Parts in den Liedern von Roxy Music, David Bowie und – in dieser Zeit vor allem – Chic beschloss John Taylor im Jahr 1977, von der Gitarre zum Bass zu wechseln. Er selbst sagt darüber:"I got out all my Roxy Music records and started listening to the bass [...] and the way we gelled as a rhythm section I decided to switch to bass for good."
Ebenfalls 1977 lernte Taylor den 14-jährigen Nicholas Bates kennen, der im Nachbarort Moseley wohnte. Sie mochten sich auf Anhieb und beschlossen, zusammen eine Band zu gründen; diesmal sollte es kein „Geklimper“ sein wie bei den anderen Projekten. Taylor und Bates wollten und planten mehr. Es sollte aber auf gar keinen Fall eine Punkband werden, obwohl Taylor und Bates sich zu dieser Zeit beide als große Fans der Sex Pistols bezeichneten.
Beide änderten ihre Namen. Nigel Taylor nannte sich ab jetzt John Taylor, während Nicholas Bates sich den Künstlernamen Nick Rhodes zulegte. Obwohl er beim Schulabschluss in den Hauptfächern kein einziges A-level (was in etwa dem deutschen Abitur entspricht) erreichte, begann Taylor dennoch 1978 ein Kunststudium in der University of Birmingham. Dort lernt er Stephen Duffy kennen. Taylor, Rhodes und Duffy waren die Gründungsmitglieder von Duran Duran.
Zu Beginn des Jahres 1979 hatten Taylor, Duffy und Rhodes im Zentrum von Birmingham einen Nachtclub namens „Rum Runner“, den Nick Rhodes, da er noch minderjährig war, nur in Begleitung von Duffy oder Taylor betreten durfte. Das „Rum Runner“ war zu dieser Zeit ein angesagter Laden, in dem auch die Band UB40 ihre ersten Auftritte hatte und für die der Designer Martin Degville (der später die Band Sigue Sigue Sputnik gründete) die Wanddeko entwarf.

### Musikalischer Werdegang
Der Bass-Part des Liedes Do They Know It’s Christmas? von Bob Geldofs Projekt Band Aid (1984) wurde von John Taylor gespielt und nicht von Sting, wie fälschlicherweise immer wieder behauptet wird. (Beleg: Das Promo-Video zu DTKIC und die Biographie Is That It? von Bob Geldof.)
Während die Texte von Duran Duran bis heute hauptsächlich von Simon Le Bon stammen und die Kompositionen auf das Konto von Nick Rhodes gehen, ist John Taylor immer der Hauptverantwortliche für die Ausarbeitung der musikalischen Arrangements gewesen.
1985 schrieb John Taylor das Titellied I do what I do für den Film 9½ Wochen (mit Kim Basinger und Mickey Rourke in den Hauptrollen), das er auch selbst sang und als Solosingle veröffentlichte.
Taylor blieb bis 1997 Mitglied bei Duran Duran. Er verließ die Band, um eine Laufbahn als Schauspieler und eine Solokarriere zu starten. Seinen Ausstieg bei Duran Duran gab er auf der Bühne direkt nach einem Konzert bekannt.
Während seiner Karriere war John Taylor Mitglied in drei weiteren Bands: The Power Station, Neurotic Outsiders und The Terroristen. 2001 kehrte er zu Duran Duran zurück, als die fünf Urmitglieder wieder zusammenfanden.

## Privatleben
John Taylor galt während der erfolgreichsten Zeit von Duran Duran als „Sexiest Male Popstar Alive“ und wurde in den Leserumfragen der Teeniemagazine auf der ganzen Welt in der Kategorie „süßester Popstar, männlich“ in den Jahren 1982 bis 1986 zumeist auf den ersten Platz gewählt. John Taylor war Mitte des Jahrzehnts mit einigen Supermodels liiert. Zu ihnen zählten das dänische Model Renée Simonsen oder auch Bond-Girl Janine Andrews. 1988 hatte er kurzzeitig eine Beziehung mit Grace Jones.
Im Dezember 1991 heiratete der 31-jährige Taylor die damals erst 19 Jahre alte Amanda de Cadenet, mit der er vier Monate später Tochter Atlanta Noo bekam. Die Familie siedelte von England nach Los Angeles über. Mitte 1995 trennten sich Taylor und de Cadenet. Während er in den USA blieb, ging sie mit Atlanta zurück nach London. Anfang 1997 erfolgte offiziell die Scheidung. Taylor und de Cadenet gaben später zu, während der Ehe Drogen genommen und dabei ihre kleine Tochter vernachlässigt zu haben.
Bereits Mitte der 1980er-Jahre, auf dem Höhepunkt des Erfolges, bekam Taylor Probleme mit Kokain und Alkohol. Er musste zwei Entziehungskuren absolvieren (1989 und 1994). Seit Ende 1994 ist er nach eigenen Angaben jedoch clean geblieben.
In der schlimmsten Phase seiner Alkoholsucht geriet er im Sommer 1994 in London volltrunken in eine Polizeikontrolle, verbrachte, nachdem er sich während des Alkoholtests mit einem der Beamten angelegt hatte, eine Nacht in der Ausnüchterungszelle und musste für ein Jahr seinen Führerschein abgeben. Kurz zuvor war Taylor, während Simon Le Bon neben ihm auf dem Beifahrersitz saß, in der Nähe von London betrunken mit dem Auto von der Straße abgekommen und eine Böschung hinuntergefahren. Beide Männer blieben unverletzt.
1999 heiratete John Taylor in Las Vegas die sieben Jahre ältere Designerin Gela Nash, die Mitbegründerin der Modelinie „Juicy Couture“ ist.
Im Jahr 2004 kaufte Taylor das South Wraxall Manor Landhaus, das zu den ältesten noch bewohnbaren Landhäusern Großbritanniens zählt. Es liegt in der Grafschaft Wiltshire, in der Nähe der Stadt Bradford on Avon.
Im September 2012 erschien Taylors Autobiographie In The Pleasure Groove. Love Death And Duran Duran.

## Diskografie

### Studioalben
- Feelings Are Good and Other Lies (1997)
- Autodidact (EP) (1997)
- Resumé (mit Jonathan Elias) (1999)
- Meltdown (1999)
- The Japan Album (1999)
- The Japan EP (EP) (2000)
- Live Cuts (Live) (2000)
- Terroristen: Live At The Roxy (Live) (2001)
- Techno For Two (2001)
- Retreat Into Art (2001)
- MetaFour (2002)

### Singles
| Jahr | Titel Album                           | Höchstplatzierung, Gesamtwochen, AuszeichnungChartplatzierungen (Jahr, Titel, Album, Platzierungen, Wochen, Auszeichnungen, Anmerkungen) | Höchstplatzierung, Gesamtwochen, AuszeichnungChartplatzierungen (Jahr, Titel, Album, Platzierungen, Wochen, Auszeichnungen, Anmerkungen) | Höchstplatzierung, Gesamtwochen, AuszeichnungChartplatzierungen (Jahr, Titel, Album, Platzierungen, Wochen, Auszeichnungen, Anmerkungen) | Höchstplatzierung, Gesamtwochen, AuszeichnungChartplatzierungen (Jahr, Titel, Album, Platzierungen, Wochen, Auszeichnungen, Anmerkungen) | Höchstplatzierung, Gesamtwochen, AuszeichnungChartplatzierungen (Jahr, Titel, Album, Platzierungen, Wochen, Auszeichnungen, Anmerkungen) | Anmerkungen                        |
| Jahr | Titel Album                           | DE | AT | CH | UK | US | Anmerkungen                        |
| ---- | ------------------------------------- | --- | --- | --- | --- | --- | ---------------------------------- |
| 1986 | I Do What I Do (Theme for 9½ Weeks) – | DE58 (5 Wo.)DE | — | — | UK42 (4 Wo.)UK | US23 (12 Wo.)US | Erstveröffentlichung: Februar 1986 |